# Café Tortoni
Café Tortoni – sławna kawiarnia położona pod numerem 825 na Avenida de Mayo, Buenos Aires, Argentyna. Otwarta w 1858 roku przez francuskiego emigranta nazywającego się Touan. Nazwa pochodzi od innej kawiarni, znajdującej się w Paryżu przy Boulevard des Italiens gdzie gromadziła się XIX-wieczna elita miasta. Zainspirowana przez kawiarnie w stylu Fin de siècle.
Początkowo znajdował się tu Templo Escocés (Szkocka Świątynia), zaś kawiarnia znajdowała się na rogu Rivadavia i Esmeralda. W dzisiejsze miejsce Café Tortoni przeniosło się w 1880 roku, jednakże wejście znajdowało się od strony ulicy Rivadavia. W roku 1898 zostało otwarte wejście od strony Avenidy de Mayo, a fasada budynku została zmieniona przez francuskiego architekta Alejandro Christophersena. Pod koniec XIX wieku kawiarnia zmieniła również właściciela na Francuza Celestino Curutcheta.
Gośćmi lokalu były różne ważne osoby, jak politycy Lisandro de la Torre i Marcelo Torcuato de Alvear, idole Carlos Gardel i Juan Manuel Fangio, światowej sławy postacie, jak Albert Einstein, Federico García Lorca czy Juan Carlos de Borbón.

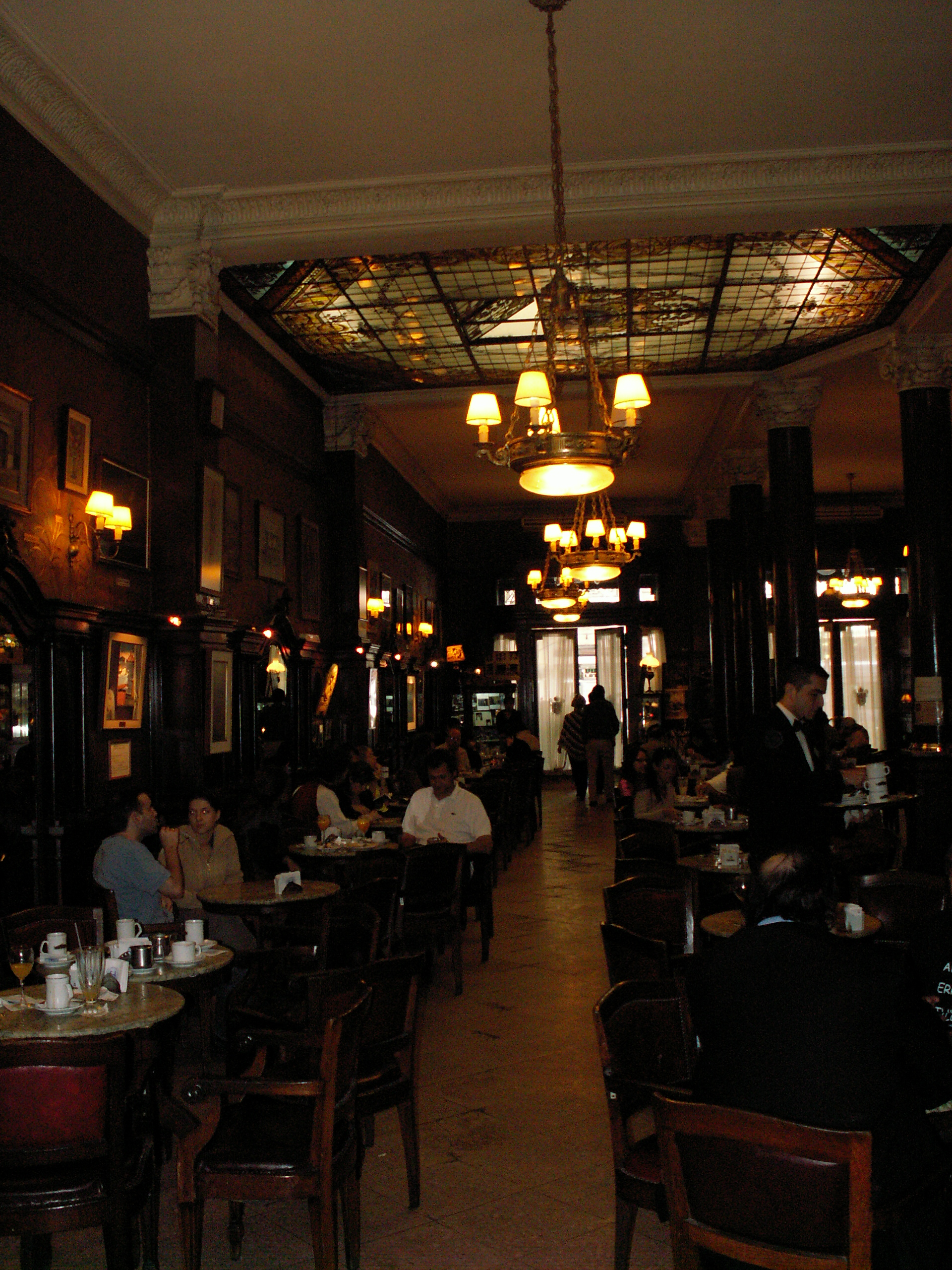
Wnętrze Café Tortoni

Od roku 1926 do roku 1943 w piwnicach kawiarni mieściła się La Peña (zobacz też Peña), która opiekowała się i promowała artystów i pisarzy. Gośćmi jej bywali Alfonsina Storni, Baldomero Fernández Moreno, Juana de Ibarbourou, Artur Rubinstein, Ricardo Viñes, Roberto Arlt, José Ortega y Gasset, Jorge Luis Borges, Molina Campos i Benito Quinquela Martín.
Obecnie w podziemiach znajdują się warsztaty jazzowe i tango.